# 송수란
송수란(1990년 9월 7일 ~ )은 대한민국의 여자 축구 선수로 화천 KSPO와 대한민국 대표팀에서 수비수로 활약하고 있다. 

## 클럽 경력
전라북도 임실군 성수면 출신으로 영진전문대학교를 졸업했다. 2010년 11월 16일에 열린 2011 WK리그 시즌 드래프트에서 3차 지명 6순위로 고양 대교에 합류했다. 그 뒤 2011년부터 2012년 사이에 고양 대교의 WK리그 시즌 2연패, 2011년 전국체육대회 우승에 기여했다. 2014년에 대전 스포츠토토로 이적했고 2017년에 화천 KSPO로 이적했다.

## 국가대표팀 경력
중국 선전에서 열린 2011년 하계 유니버시아드에 참가했다. 2014년에 대한민국 여자 축구 국가대표팀 선수로 발탁되었고 미얀마에서 열린 2014년 AFC 여자 아시안컵에서는 주전 선수로 활약하여 대한민국의 4위 달성과 2015년 FIFA 여자 월드컵 본선 진출에 기여했다. 캐나다에서 열린 2015년 FIFA 여자 월드컵 명단에 이름을 올렸으나 본선에는 기용되지 않았다.